# Віртуальний оператор стільникового зв'язку
Віртуальний оператор стільникового зв'язку (англ. MVNO, mobile virtual network operator) — оператор стільникового зв'язку, який використовує інфраструктуру інших операторів, надаючи телекомунікаційні послуги під власною торговою маркою.
Як правило, спільно з базовим оператором використовується загальна мережа і комутатори, часто загальна система білінгу. Така схема роботи дозволяє віртуальному оператору виключити значні капіталовкладення, необхідні для побудови і підтримки мережі. Часто віртуальному оператору вдається охопити сегменти ринку, недоступні великим гравцям, при цьому оперуючи їх обладнанням та інфраструктурою.

## Віртуальні оператори в Україні

### Діючі
- Інтертелеком
- Lycamobile
- ТриМоб
- Yezzz!

### Колишні
- Beeline
- djuice
- Jeans
- Мобі
- privat:mobile